# Ludvig Fjällström
Ludvig Fjällström (Åre, 15 aprile 1993) è uno sciatore freestyle svedese, specialista nelle gobbe.

## Biografia
In Coppa del Mondo ha esordito il 13 marzo 2010 ad Åre (18ª).
Nel 2014 ha partecipato alle olimpiadi di Sochi classificandosi diciannovesimo nella gara di gobbe.
Nel 2018 ha preso parte ai XXIII Giochi olimpici invernali a Pyeongchang venendo eliminato nelle qualificazioni e concludendo in ventiseiesima posizione nella gara di gobbe.

## Palmarès

### Coppa del Mondo
- Miglior piazzamento in classifica generale: 11ª nel 2016
- Miglior piazzamento nella Coppa del Mondo generale di gobbe: 3º  nel 2021
- Miglior piazzamento nella Coppa del Mondo di gobbe: 5º  nel 2022
- Miglior piazzamento nella Coppa del Mondo di gobbe in parallelo: 4º  nel 2022
- 5 podi:
  - 1 vittoria
  - 4 terzi posti

#### Coppa del Mondo - vittorie
| Data             | Località   | Paese  | Specialità |
| ---------------- | ---------- | ------ | ---------- |
| 13 dicembre 2020 | Idre Fjäll | Svezia | DM         |

Legenda:

DM = gobbe in parallelo

### Mondiali juniores
- 3 medaglie:
  - 1 oro (gobbe a Chiesa in Valmalenco 2013)
  - 2 argenti (gobbe a Chiesa in Valmalenco 2012 e gobbe in parallelo a Chiesa in Valmalenco 2013)